# ارنست کوزورا
ارنست کوزورا (انگلیسی: Ernst Kuzorra; ۱۶ اکتبر ۱۹۰۵ – ۱ ژانویهٔ ۱۹۹۰) بازیکن فوتبال اهل آلمان بود.
از باشگاه‌هایی که در آن بازی کرده‌است می‌توان به باشگاه فوتبال شالکه ۰۴ اشاره کرد.
وی همچنین در تیم ملی فوتبال آلمان بازی کرده‌است.